# Зот 4
Зот 4 (англ. Zoht 4) — індіанська резервація в Канаді, у провінції Британська Колумбія, у межах регіонального округу Томпсон-Нікола.

## Населення
За даними перепису 2016 року, індіанська резервація нараховувала 25 осіб. Середня густина населення становила 11,9 осіб/км².

## Клімат
Середня річна температура становить 5,8°C, середня максимальна – 20,9°C, а середня мінімальна – -12,6°C. Середня річна кількість опадів – 352 мм.
| Клімат поселення                              | Клімат поселення | Клімат поселення | Клімат поселення | Клімат поселення | Клімат поселення | Клімат поселення | Клімат поселення | Клімат поселення | Клімат поселення | Клімат поселення | Клімат поселення | Клімат поселення | Клімат поселення |
| Показник                                      | Січ.             | Лют.             | Бер.             | Квіт.            | Трав.            | Черв.            | Лип.             | Серп.            | Вер.             | Жовт.            | Лист.            | Груд.            |                  |
| Середній максимум, °C                         | 2,01             | 4,69             | 8,99             | 13,06            | 17,41            | 20,85            | 20,39            | 20,68            | 16,15            | 10,25            | 3,67             | −1,05            |                  |
| Середня температура, °C                       | −5,32            | −2,64            | 1,68             | 5,74             | 10,10            | 13,54            | 16,46            | 16,75            | 12,22            | 6,30             | −0,26            | −4,97            |                  |
| Середній мінімум, °C                          | −12,64           | −9,95            | −5,65            | −1,58            | 2,77             | 6,22             | 12,53            | 12,83            | 8,28             | 2,40             | −4,19            | −8,92            |                  |
| Норма опадів, мм                              | 32               | 20               | 19               | 18               | 33               | 42               | 34               | 27               | 27               | 27               | 37               | 36               |                  |
| Середньомісячна швидкість вітру, м/с          | 2.14             | 2.20             | 2.50             | 2.80             | 2.50             | 2.43             | 2.30             | 2.12             | 1.99             | 2.14             | 2.21             | 2.16             |                  |
| Середньомісячна сонячна радіація, кДж/м²·день | 3344             | 6436             | 10894            | 15974            | 19454            | 21165            | 22317            | 18974            | 13492            | 7691             | 3734             | 2574             |                  |
| --------------------------------------------- | ---------------- | ---------------- | ---------------- | ---------------- | ---------------- | ---------------- | ---------------- | ---------------- | ---------------- | ---------------- | ---------------- | ---------------- | ---------------- |
| Джерело:                                      |                  |                  |                  |                  |                  |                  |                  |                  |                  |                  |                  |                  |                  |